# Кубок Азербайджану з футболу 2012—2013
Кубок Азербайджану з футболу 2012–2013 — 21-й розіграш кубкового футбольного турніру в Азербайджані. Переможцем вшосте у своїй історії став Нефтчі (Баку).

## Перший раунд
| Команда 1              | Рахунок         | Команда 2                 |
| ---------------------- | --------------- | ------------------------- |
| 22 жовтня 2012         |                 |                           |
| Гала (2)               | 2:4             | Кяпаз                     |
| 24 жовтня 2012         |                 |                           |
| Терегі (2)             | 3:1             | Аксу (2)                  |
| Карадаг (Локбатан) (2) | 7:0             | Локомотив (Баладжари) (2) |
| МОІК (2)               | 0:0 дч пен. 3:1 | Бакили (2)                |
| Шуша (2)               | 0:1             | Нефтчала (2)              |

## Другий раунд
| Команда 1         | Рахунок         | Команда 2              |
| ----------------- | --------------- | ---------------------- |
| 28 листопада 2012 |                 |                        |
| АЗАЛ              | 0:1             | Сімург                 |
| Терегі (2)        | 0:5             | Нефтчі (Баку)          |
| Габала            | 2:0             | Карадаг (Локбатан) (2) |
| Кяпаз             | 0:2 дч          | Карабах (Агдам)        |
| Баку              | 3:1             | ФК Сумгаїт             |
| МОІК (2)          | 0:3             | Інтер (Баку)           |
| Ряван             | 2:1             | Нефтчала (2)           |
| Туран             | 1:1 дч пен. 4:5 | Хазар-Ланкаран         |

## Чвертьфінали
Перші матчі відбулися 27 лютого, а матчі-відповіді 7 березня 2013 року.
| Команда 1 | Заг.    | Команда 2       | 1-й матч | 2-й матч |
| --------- | ------- | --------------- | -------- | -------- |
| Баку      | 3:3 (ч) | Інтер (Баку)    | 1:1      | 2:2      |
| Габала    | 1:1 (ч) | Карабах (Агдам) | 1:1      | 0:0      |
| Ряван     | 2:6     | Хазар-Ланкаран  | 1:2      | 1:4      |
| Сімург    | 0:1     | Нефтчі (Баку)   | 0:0      | 0:1 дч   |

## Півфінали
Перші матчі відбулися 17 квітня, а матчі-відповіді 24 квітня 2013 року.
| Команда 1     | Заг. | Команда 2       | 1-й матч | 2-й матч |
| ------------- | ---- | --------------- | -------- | -------- |
| Баку          | 1:2  | Хазар-Ланкаран  | 1:0      | 0:2      |
| Нефтчі (Баку) | 4:3  | Карабах (Агдам) | 2:1      | 2:2      |

## Фінал
| 28 травня 2013 20:00 (UTC+4) |

| Нефтчі (Баку) | 0:0 дч   | Хазар-Ланкаран |
| ------------- | -------- | -------------- |
|               | Протокол |                |

| Республіканський стадіон імені Тофіка Бахрамова, Баку Глядачів: 20 000 Арбітр: Аліяр Агаєв |

|                                                |     | Пенальті                                   |  |
| Каналес · Бруно · Флавінью · Шукуров · Садигов | 5:3 | Сіалмас · Рамазанов · Аміргулієв · Тункара |  |